# محمود نهتانی
محمود نهتانی (زاده ۲۸ شهریور ۱۳۶۴ در زاهدان) بوکسور اهل ایران است. او در حال حاضر به عنوان مربی تیم ملی بوکس ایران فعالیت می‌کند و سابقه قهرمانی در لیگ برتر بوکس ایران را هم در کارنامه خود دارد. نهتانی همراه با تیم ملی بوکس در کسوت مربی توانسته در مسابقات قهرمانی آسیا ۲ مدال نقره و برنز کسب کند و همچنین در مسیر کسب اولین مدال تاریخ بوکس ایران توسط دانیال شه‌بخش در مسابقات قهرمانی جهان، او در کسوت مربی تیم ملی فعالیت می‌کرد.
شاگردان نهتانی موفق شده‌اند بیش از ۶۰ مدال کشوری و بین‌المللی را به‌دست آورند و در کنار فعالیت به عنوان مربی تیم ملی، محمود نهتانی در نقش دبیر، سرپرست و رئیس هیات بوکس استان سیستان‌وبلوچستان هم سابقه فعالیت دارد.